# Gustav Sandgren
Gustav Emil Sandgren (* 20. August 1904 in Västra Stenby, Motala, Östergötland; † 11. August 1983 in Stockholm) war ein schwedischer Schriftsteller.

## Leben
Sandgren war Sohn von O.J. Sandgren und Karolina Adolfsson. 1935 heiratete er Titti Lindstedt. Mit seiner zweiten Frau Ria Wägner lebte er später viele Jahre auf Lidingö.
Nach der Schule arbeitete er zunächst fünf Jahre als Industriearbeiter, wurde danach jedoch hauptberuflich Schriftsteller. Er war Teil der Schriftstellergruppe Fem unga und 1929 an deren gleichnamiger Anthologie beteiligt. In Deutschland bekannt wurde er hauptsächlich durch seine Kinderbücher.
Sandgren schrieb auch unter dem Pseudonym Gabriel Linde.

## Werke
- Wie der nackte Wind des Meeres
- Kater Jaum auf großer Fahrt
- Ich bin ein Hase und heiße Paul
- Drei Tage in der Sonne
- Soll das wieder passieren?
- Der große Ameisenkrieg